# Lore Fischer
Lore Fischer (* 27. Mai 1908 in Stuttgart; † 16. Oktober 1991 in München) war eine deutsche Sängerin (Alt), Geigerin und Musikpädagogin.

## Leben
Lore Fischer studierte zunächst in Stuttgart Gesang und Violine und anschließend bei Maria Philippi in Köln Gesang. Ab 1934 trat sie als geschätzte Altistin für Lied und Oratorium in der Öffentlichkeit hervor. Zunächst gab sie Konzerte in den deutschen Musikzentren Berlin, Hamburg, Hannover, Köln und weiteren deutschen Städten. Zunehmend konzertierte sie auch im europäischen Ausland wie z. B. in Warschau (1933), Brüssel (1938, 1939), Paris (1938, 1941), Amsterdam (1939, 1941) und in Graz (1938). Fischer stand 1944 in der Gottbegnadeten-Liste des Reichsministeriums für Volksaufklärung und Propaganda.
Im Jahr 1956 unternahm sie eine ausgedehnte USA-Tournee. Sie konzertierte oft zusammen mit Hermann Reutter. Mit diesem und ihrem Mann gründete sie das Lore Fischer Trio, welches viele Barock-Werke zur Aufführung brachte. Fischer wurde später als Professorin an die Musikhochschule Stuttgart berufen.
Seit 1942 war sie mit dem Bratscher und Liedbegleiter Rudolf Nel verheiratet. Die Schauspielerin Kristina Nel ist Tochter des Ehepaares und der Regisseur Christof Nel ihr Sohn.